# Automate dolichognatha
Automate dolichognatha är en kräftdjursart som beskrevs av De Man 1888. Automate dolichognatha ingår i släktet Automate och familjen Alpheidae. Inga underarter finns listade i Catalogue of Life.